# Jessie Taft
Jessie Taft (geboren 24. Juni 1882 in Dubuque (Iowa); gestorben 7. Juni 1960 in Flourtown (Pennsylvania)) war eine US-amerikanische Soziologin und Sozialarbeiterin.

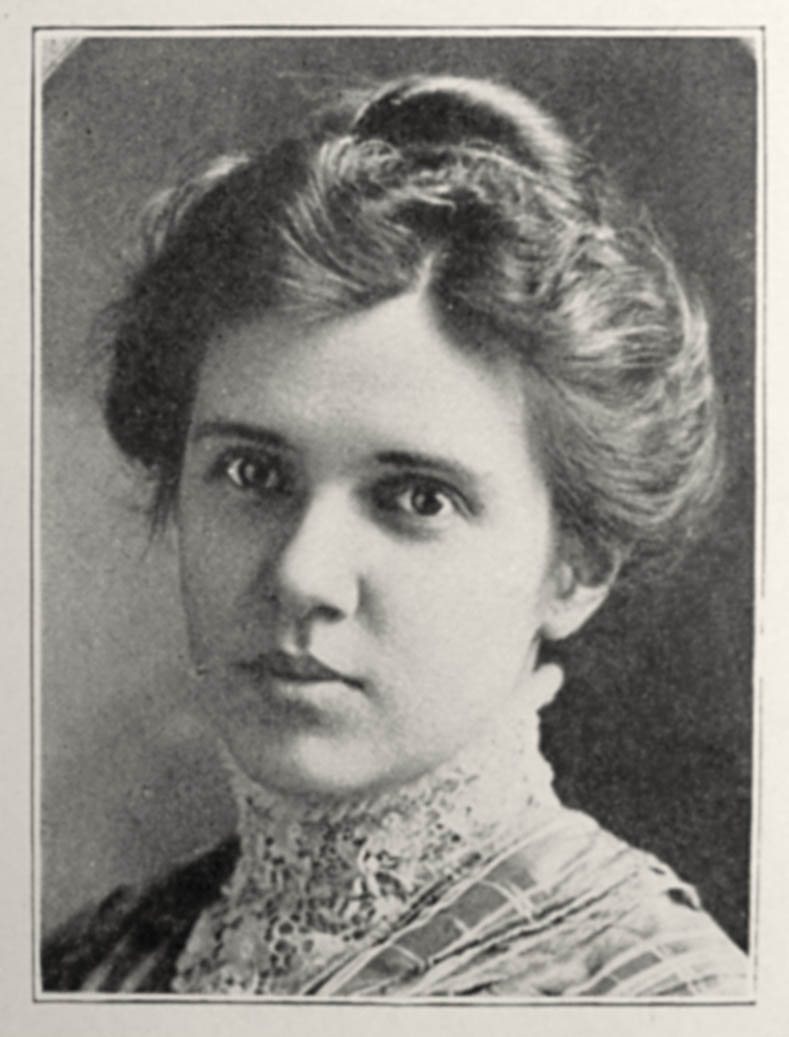
Jessie Taft (1908)

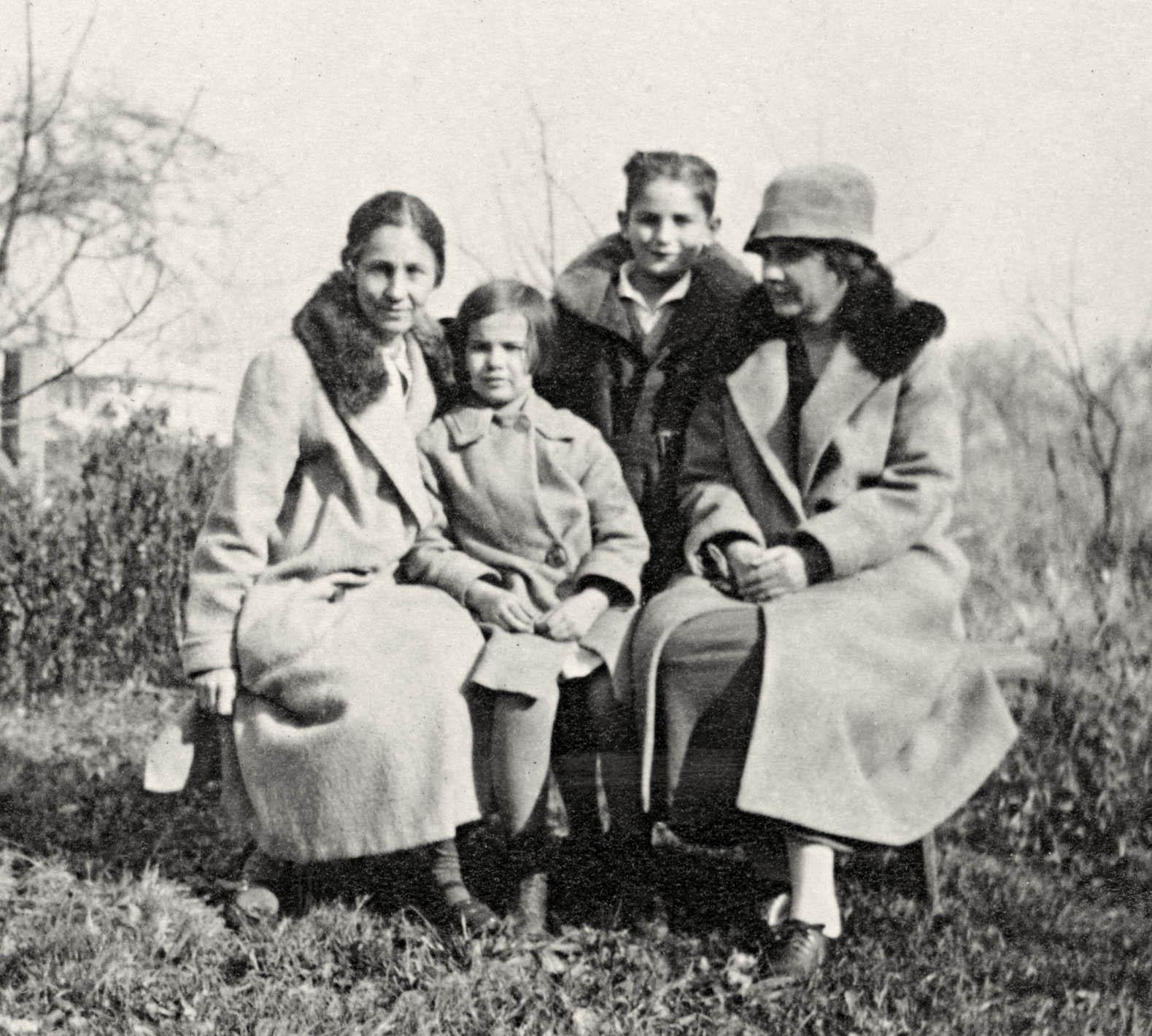
Familie (1923)

## Leben
Jessie Taft war die älteste von drei Töchtern des Kaufmanns Charles Chester Taft und der Amanda May Farwell. Ihr Vater gründete einen  Obstgroßhandel in Des Moines, und Jessie Taft besuchte dort die Highschool und das Drake College und machte 1904 ein B.A.-Examen. Sie setzte ihre Ausbildung an der University of Chicago mit einem Bachelor of Philosophy fort und arbeitete anschließend als Lehrerin für Mathematik und Latein in Des Moines.
Sie kehrte 1908 an die Universität Chicago zurück und traf dort auf Virginia P. Robinson, mit der sie eine lebenslange Partnerschaft einging.
Sie erhielt 1909 eine Fellowship in Chicago, arbeitete bei George H. Mead, dem Gründer des Symbolischen Interaktionismus, bei James Hayden Tufts und William I. Thomas und wurde 1913 mit der Dissertation The Woman Movement from the Point of View of Social Consciousness promoviert. 1912 fanden Taft und Robinson Arbeit am Bedford Hills Reformatory für Frauen in New York City, ab  1915 arbeitete sie vier Jahre als Psychologin und wurde dann Abteilungsleiterin bei der Children’s Aid Society in Pennsylvania.
Taft und Robinson zogen nun nach Flourtown (Pennsylvania) und erwarben dort ein Eigenheim. 1921 adoptierten sie einen neun Jahre alten Jungen und 1923 ein sechs Jahre altes Mädchen. Taft erhielt 1929 eine Stelle an der University of Pennsylvania und wurde 1934 Direktorin der von der Universität neueingerichteten Schule für Sozialarbeit.
Taft war 1924 auf den österreichischen Psychoanalytiker Otto Rank gestoßen, sie absolvierte 1926 bei ihm eine Analyse und schloss sich 1927 einer Rank-Gruppe in New York an. Nach seinem Bruch mit Sigmund Freud arbeitete Rank seit 1933 in den USA. 1936 übersetzte Taft eine Auswahl seiner Schriften zur Technik der Psychoanalyse unter dem Titel Will Therapy: An Analysis of the Therapeutic Process in Terms of Relationship and Truth and Reality. Rank starb 1939, und Taft bearbeitete ab 1950, als sie in Philadelphia in den Ruhestand ging, Ranks Nachlass, den sie an die Columbia University weiterreichte, und schrieb, anstatt ihrer eigenen, seine Biografie, die 1958 veröffentlicht wurde.
Taft starb 1960, Virginia Robinson lebte noch bis 1977, sie schrieb eine Biographie Tafts, die sie 1962 herausgab. Beider Nachlass liegt ebenfalls bei der Columbia University.

## Schriften (Auswahl)
- The Woman Movement from the Point of View of Social Consciousness. University of Chicago Press, Chicago 1916.
- The Dynamics of Therapy in a Controlled Relationship. Macmillan Company, New York 1933.
- A functional approach to family case work. University of Pennsylvania Press, Philadelphia 1944.
- Otto Rank: A Biographical Study Based on Notebooks, Letters, Collected Writings, Therapeutic Achievements and Personal Associations. The Julian Press, New York 1958.